# Алинкино
Алинкино (чув. Аслӑ ял) — село в составе Малохомутёрского сельского поселения Барышского района Ульяновской области.

## География
Находится примерно в 10 км к северо-западу от центра города Барыш.

## История
Основано служилыми чувашами предположительно в середине XVII века. В конце XVIII века выходцами из села основали деревню Чувашскую Решётку.
В 1780 году, при создании Симбирского наместничества, деревня Алинкина, при той же речке, крещеных чуваш, вошла в состав Канадейского уезда.
В 1913 году в селе было учтено дворов 176, жителей 1350, школа и две мельницы. В 1990-е годы работало отделение СПК «Луговой».
В 1928 году жителями села во главе со Степаном Тимофеевичем Мураковым был основан посёлок Степановка.

## Население
| 2010 |
| ---- |
| 269  |

Население составляло 381 человек в 2002 году (84 % чуваши).